# Ketengus typus
Ketengus typus är en fiskart som beskrevs av Bleeker, 1847. Ketengus typus ingår i släktet Ketengus och familjen Ariidae. Inga underarter finns listade i Catalogue of Life.